# Чърнице
Чърнице (на словенски: Črniče) е село в Словения, регион Горишка, община Айдовшчина. Според Националната статистическа служба на Република Словения през 2015 г. селото има 403 жители.